# Heini Scheffler

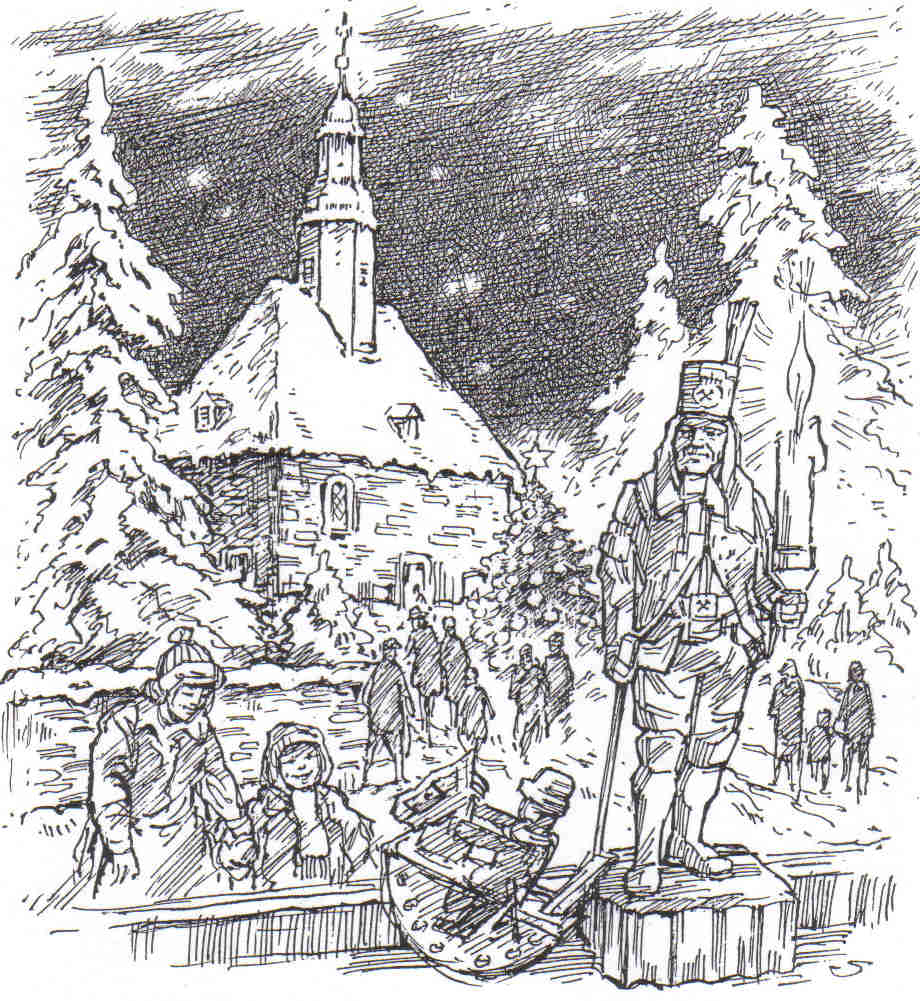
Die Culitzscher Kirche in der Adventszeit, mit Olbernhauer Reiterlein und Lichterträger

Heini Scheffler (* 16. Mai 1925 in Niederhaßlau; † 21. Oktober 2020) war ein deutscher Grafiker. Bekannt wurde er durch zahlreiche Kohlezeichnungen seiner westsächsischen Heimat und den Wetterfrosch Quakel, den erstmals Günter Würdemann zeichnete und der von ihm als Idee übernommen seit 1952 37 Jahre lang nahezu täglich in der Freien Presse abgedruckt wurde.

## Leben
Scheffler absolvierte eine Lehre als Lithograph. Nachdem er aus der Kriegsgefangenschaft entlassen worden war, arbeitete Scheffler als freischaffender Grafiker in Zwickau. Er war Mitglied im Verband Bildender Künstler Deutschlands (VBKD). Sein Wetterfrosch Quakel, der am 1. September 1952 erstmals erschien, hatte die Gabe, den Lesern der Freien Presse auch beim „schlechtesten Wetter ein Schmunzeln abzuringen“. Nicht von ungefähr stammt daher auch die Bezeichnung „Vater des Wetterfrosches“.
Die Zeichnungen Schefflers erschienen nicht nur in der Freien Presse, sondern auch in den Sächsischen Heimatblättern und im Zwickauer Pulsschlag.
In seinen Kohlezeichnungen und den Lithografie-ähnlich gezeichneten Stadtbildern brachte er die mit der Fotografie so nicht hervorhebbaren, bedeutenden Aspekte seiner Motive zum Ausdruck. In über 40 Jahren Arbeit für die Freie Presse entsprangen seiner Feder oder seinem Stift etwa 10.000 Zeichnungen.
Im Alter spendete er einen Teil seiner Werke der Stiftung Förderverein Musischer Schlossberg Planitz, um die Sanierung des Planitzer Teehauses zu unterstützen.
Im Mai 2012 konnte der damals 87-jährige Heini Scheffler mit seiner Frau Ruth den 65. Hochzeitstag (Eiserne Hochzeit) feiern.

## Werke
Heini Scheffler gestaltete das Motiv des Zwickauer Schwibbogens mit Dom, Gewandhaus und Schiffchen.
- Günter Würdemann (Hrsg.): Unsere Heimat. Skizzenblätter von unseren „FP“-Zeichnern. Freie Presse, Karl-Marx-Stadt 1981.